# القصيدة اليتيمة
القصيدة اليتيمة هي من قصائد العرب الشهيرة التي تنسب إلى الشاعر دوقلة المنبجي. قيل أن سبب تسميتها باليتيمة لكونها وحيدة فلم يكتب دوقلة غيرها، وقيل لأنها لا شبيه لها من الشعر العربي نظرا لقوة معانيها ووضوح مقاصدها.

## القصة
| القصيدة اليتيمة | ذكروا في سبب نظمها أن فتاة من بنات أمير من أمراء نجد بارعة الجمال أسمها دعد، كانت شاعرة بليغة، وفيها أنفة. فخطبها إلى أبيها جماعة كبيرة من كبار الأمراء وهي تأبى الزواج إلا برجل أشعر منها، فاستحث الشعراء قرائحہم ونظموا القصائد فلم یعجبها شيء مما نظموه. وشاع خبرها في أنحاء جزيرة العرب وتحدثوا بها. وکان في تهامة شاعر بلیغ حدثته نفسه أن ينظم قصيدة في سبيل تلك الشاعرة. فنظم تلك القصيدة...وركب ناقته وشخص إلى نجد، فالتقى في طريقه بشاعر شاخص إليها لنفس السبب وقد نظم قصيدة في دعد. فلما اجتمعا باح التهامي لصاحبه بغرضه، وقرأ له قصيدته. فرأى أن قصيدة التهامي أعلى طبقة من قصيدته، وأنه إذا جاء بها إلى دعد أجابته إلى خطبتها. فوسوس له الشيطان أن يقتل صاحبه وينتحل قصيدته فقتله. وحمل القصيدة حتى أتى نجد كذا، ونزل على ذلك الأمير، وأخبره بما حمله على المجيء. فدعا الأمير ابنته فجلست بحيث تسمع وترى. وأخذ الشاعر ينشد القصيدة بصوت عال على جاري عادتهم. فأدركت دعد من لهجته أنه ليس تهامياً، ولكنها سمعت في أثناء إنشاده أبياتاً تدل على أن ناظمها من تهامة. فعلمت بنباهتها وفراستها أن الرجل قتل صاحب القصيدة وانتحل قصيدته. فصاحت بأبيها "اقتلوا هذا، إنه قاتل بعلي". فقبضوا عليه، واستنطقوه فاعترف... | القصيدة اليتيمة |

### صاحب القصيدة
اختلف الأدباء في نسبة هذه القصيدة إلى قائلها، ورأى الدكتور صلاح الدين المنجد أن القصيدة كانت معروفة عند علماء الشعر ورواته منذ القرن الثالث هجري ورجح قول ابن المبرد أن القصيدة لا يعرف قائلها رغم أنه ذكر قول من نسبها إلى ذي الرمة ومن نسبها إلى دوقلة المنبجي وطرح حجج من نفى نسبتها إلى الاثنين.
فالذي ينفي أن تكون لذي الرمة يحتج بـ:
- أن ذي الرمة شبب طول حياته بميّة، ولم يذكر أحد أنه شبب بدعد؛
- موطن صاحب القصيدة هو تهامة وهي ليست موطن ذي الرمة؛
- يذكر صاحب القصيدة في البيت الخمسين «الجدّ كندة» وليس ذو الرمة من كندة، وفي رواية أخرى «جدي تميم» وليس هو من تميم.

والذي ينفي أن تكون لدوقلة المنبجي يقول:
- أن نسبته تدل على أنه من منبج (وهي بلدة بين حلب والرقة في شمال الشام) والقصيدة تشير إلى أن وطنه تهامة؛
- ثم إن جهلنا بدوقلة هذا وعدم ذكره في كتب التراجم ومعاجم الشعراء يجعل من الصعب التأكد من وجوده فعلا.

## ما نشر من القصيدة
- ذكر محمد بن أيدمر المستعصمي (توفي 710 هـ) في كتابه: الدر الفريد وبيت القصيد - 20 بيت منها، ولم ينسبها.[4]
- وذكر أبو المظفر مؤيد الدولة مجد الدين أسامة بن مرشد بن علي بن مقلد بن نصر بن منقذ الكناني الكلبي الشيزري (المتوفى: 584هـ) في كتابه: المنازل والديار - 7 أبيات منها، ونسبها إلى: سعيد بن حميد المنبجي المذحجي المعروف بالدوقلة.[5]
- محمود شكري الآلوسي البغدادي في كتابه بلوغ الأرب حيث ذكر منها 12 بيتا ولم يبين قائلها.[6]
- في 1905 نشر جرجي زيدان 60 بيتا من هذه القصيدة في مجلة الهلال.[2]
- في 1925 أورد الشيخ عبد القادر المغربي قصيدة من 70 بيتا في كتابه «البينات» سماها «الدرة اليتيمة» وقال أنها لم توجد مدونة في شيء من كتب الأدب المتداولة، وإنما هي مما كتبه الشنقيطي الكبير في مجموعته بخطه.[7]
- في 1927 نشر عبد العزيز الميمني الأثري القصيدة اليتيمة من مخطوط بخزانة رامبور بالهند وبها 63 بيتا.[8]

## وصلات خارجية
- موقع محيط